# لباب الألباب

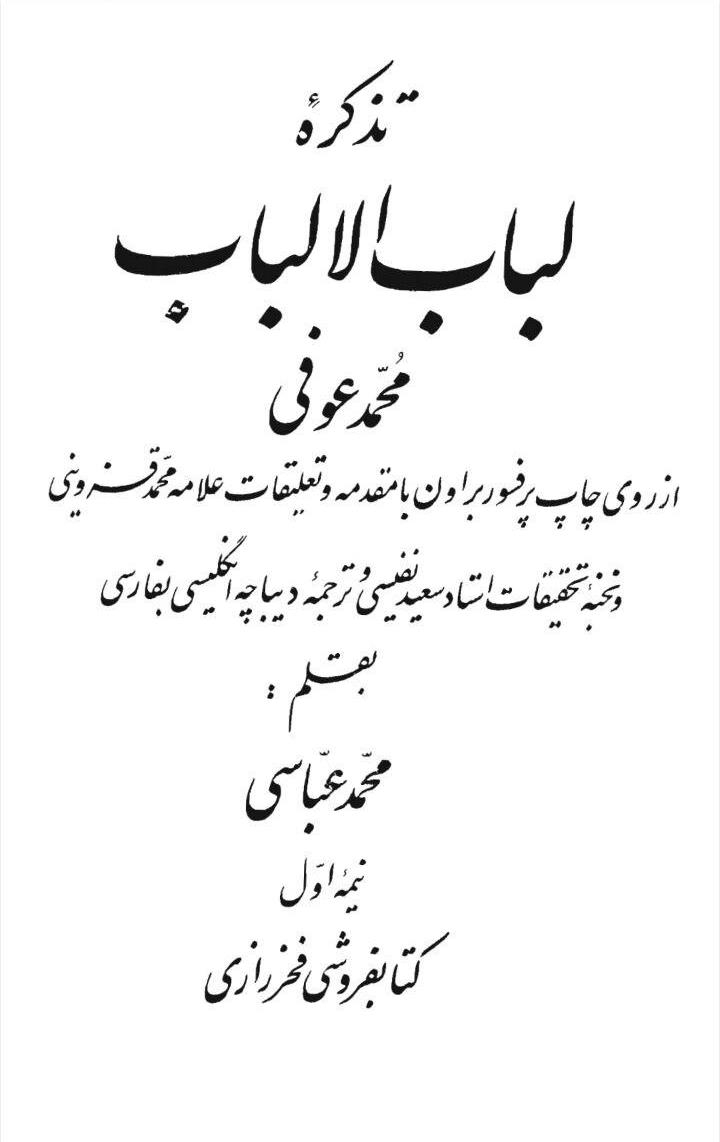

لباب الألباب هو كتاب من تأليف الأديب الفارسي محمد عوفي.
كان قد ألفه لعين الملك حسين الأشعري، وانتهى من تأليفه نحو سنة 625 هـ / 1228 م. يوجد نسخة مخطوطة من لباب الألباب في مكتبة برلين الحكومية.
وقد نشر الكتاب المستشرق إدوارد براون سنة 1906م.